# Патіка Кусулака
Патіка Кусулака – індо-скіфський сатрап, який правив у Чуксі. 